# Денніс (Оклахома)
Денніс (англ. Dennis) — переписна місцевість (CDP) в США, в окрузі Делавер штату Оклахома. Населення — 221 особа (2020).

## Географія
Денніс розташований за координатами 36°32′50″ пн. ш. 94°52′37″ зх. д. / 36.54722° пн. ш. 94.87694° зх. д. (36.547282, -94.876908).  За даними Бюро перепису населення США в 2010 році переписна місцевість мала площу 11,73 км², з яких 11,72 км² — суходіл та 0,00 км² — водойми.

## Демографія
Згідно з переписом 2010 року, у переписній місцевості мешкало 195 осіб у 93 домогосподарствах у складі 62 родин. Густота населення становила 17 осіб/км².  Було 255 помешкань (22/км²).
Расовий склад населення:
| - 85,6 % — білих - 12,8 % — корінних американців |

До двох чи більше рас належало 1,5 %. Частка іспаномовних становила 0,5 % від усіх жителів.
За віковим діапазоном населення розподілялося таким чином: 15,4 % — особи молодші 18 років, 59,5 % — особи у віці 18—64 років, 25,1 % — особи у віці 65 років та старші. Медіана віку мешканця становила 54,6 року. На 100 осіб жіночої статі у переписній місцевості припадало 93,1 чоловіків;  на 100 жінок у віці від 18 років та старших — 96,4 чоловіків також старших 18 років.
За межею бідності перебувало 29,9 % осіб, у тому числі 16,2 % дітей у віці до 18 років та 0,0 % осіб у віці 65 років та старших.
Цивільне працевлаштоване населення становило 23 особи. Основні галузі зайнятості: транспорт — 39,1 %, роздрібна торгівля — 39,1 %, мистецтво, розваги та відпочинок — 21,7 %.